# IAR CV 11
IAR CV 11 este un avion monoplan românesc cu aripă joasă, primul avion de concepție și realizare în întregime românească. Realizatorul său este Industria Aeronautică Română. Scopul său era de a fi un avion monoloc de luptă.

## Istoric
Avionul a fost proiectat de Elie Carafoli și Lucien Virmoux, inginer francez angajat în anul 1928 la IAR Brașov în funcția de consilier tehnic. Din echipa de proiectare mai făceau parte Ion Grosu, Ștefan Urziceanu, D. Barbieri, Vladimir Timoșenco, Ion Ciobanu și Ion Coșereanu.Proiectul se baza pe experiența acumulată la IAR prin fabricarea sub licență a avioanelor Morane-Saulnier MS 35 și Potez 25. Avionul a fost realizat în anul 1930, an în care a avut loc și primul zbor.

## Descriere

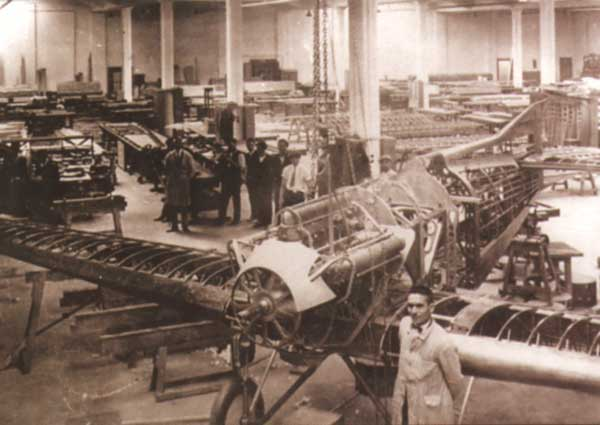
Avionul IAR CV 11 în hala de montaj.

Avionul era un monoloc, monoplan cu aripa plasată jos, cu tren de aterizare fix, carenat. Strucura era din lemn, cu elemente de dural la motor. Aripa era construită din trei secțiuni. Structura aripii era formată din două lonjeroane de dural rigidizate cu tuburi, hobane și nervuri de pin. Eleroanele erau comandate prin tuburi și biele. Toată aripa era împânzită. Fuzelajul era format dintr-un cadru de dural anterior și patru lonjeroane rigidizate cu montanți și diagonale de pin și era, de asemenea, împânzit. Ampenajele erau montate pe rulmenți. Niciuna din suprafețele de comandă nu aveau compensatoare.
Trenul de aterizare avea un ecartament de 1,9 m, și atât el, cât și bechia aveau amortizoare cu sandouri (cauciuc).

Motorul Lorraine 12Ed Courlis, similar cu 48-5.

Avionul era propulsat de o o elice bipală antrenată inițial de un motor Lorraine Courlis 48-5 de 600 CP, cu care avionul a primit denumirea de CV 11/W8, deși motorul în W avea 12 cilindri. Ulterior motorul a fost înlocuit cu unul de tip Hispano-Suiza 12 Mc de 500 CP.

## Activitate
În prima jumătate a anului 1931, avionul, echipat cu motorul Hispano-Suiza, a efectuat o serie de teste în Franța. Întors în țară, s-a propus doborârea recordului de viteză pe 500 km, record de 306,696 km/h, deținut de Joseph Sadi-Lecointe cu un avion Nieuport-Delage. Doborârea recordului a fost încercată de căpitanul Romeo Popescu. În data de 9 decembrie 1931, decolând de la București el a parcurs 470 km cu o viteză medie de 319 km/h, dar în urma unei pene de motor a încercat o aterizare forțată lângă Lehliu, însă a capotat pe terenul moale, pierzându-și viața. Cu ocazia asta a fost distrus singurul exemplar de IAR CV 11 fabricat.

## Caracteristici IAR CV 11
Echipaj: 1 pilot
Caracteristici tehnice:
- Lungime: 6,98 m
- Anvergură: 11,5 m
- Înălțime: 2,46 m
- Suprafață portantă: 19,8 m2
- Masă (gol): 1100 kg
- Masă (gata de zbor): 1510 kg
- Motor:

Vedere laterală

  - 1 x Lorraine Courlis 48-5 de 600 CP (440 kW) la turația de 2000 rot/min
  - 1 x Hispano-Suiza 12Mc de 500 CP (370 kW)

Performanțe
Cu motorul Lorraine 12E Courlis avionul a realizat:
- Viteză maximă: 302 km/h la înălțimea de 5000 m
- Viteză maximă: 325 km/h la sol
- Timp de urcare la 5000 m: 8 min 30 s.
- Plafon de zbor: 9000 m

Cu motorul Hispano-Suiza avionul a realizat:
- Viteză maximă: 329 km/h la înălțimea de 300 m

## Armament
- 2 x 7,7 mm mitraliere Vickers, montate de-o parte și cealaltă a motorului, cu tragere prin discul elicei.[1]